# Caspar de Robles

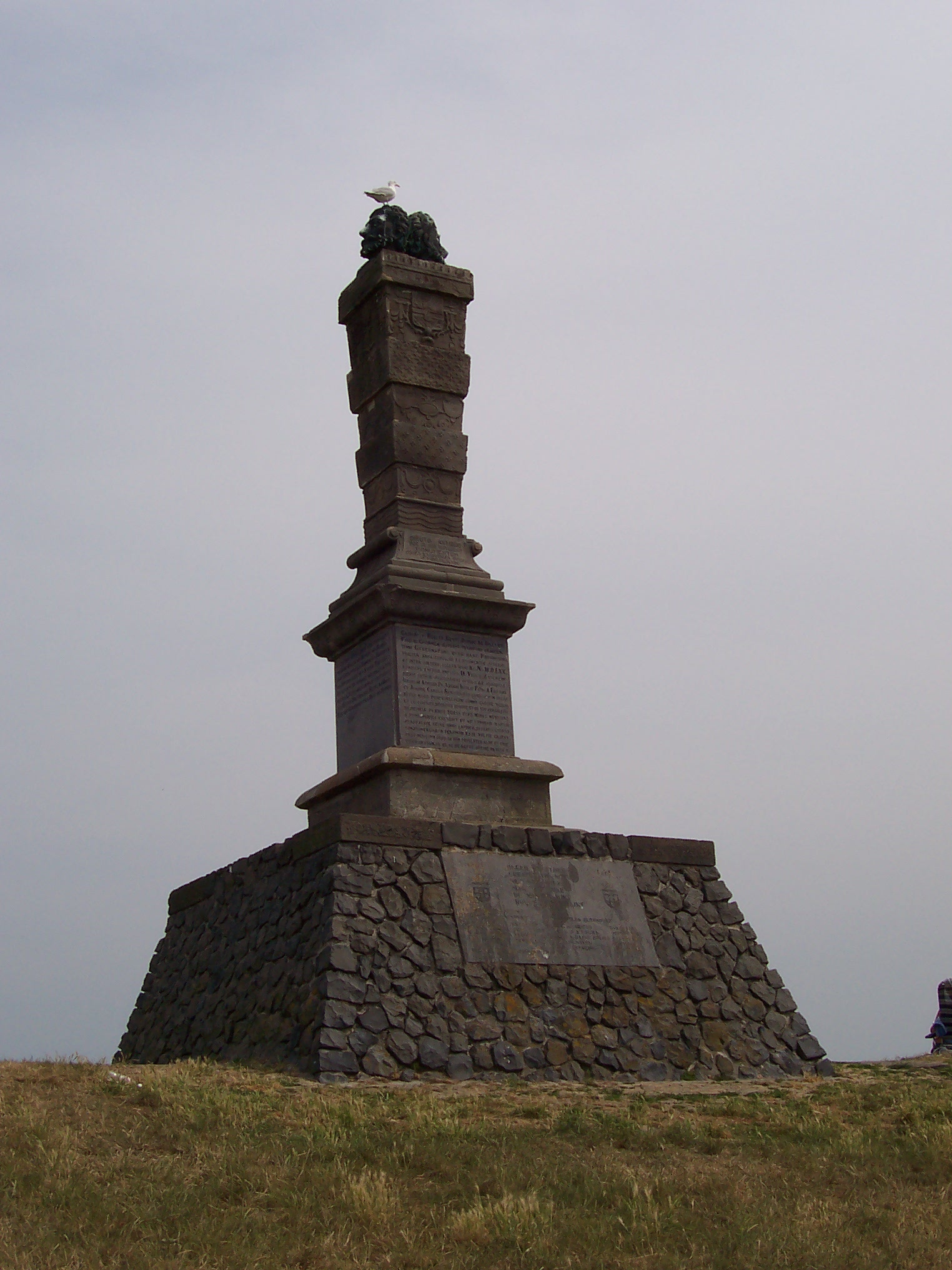
Reproduction (1774) de la borne monumentale de 1576, l'Homme de Pierre, également appelée (à tort) « statue de Caspar de Robles. »

Caspar (ou Gaspard ou Jaspar) de Robles et de Leyte, dit Gaspard di Robles (Porto, 1527 - tué au combat à Anvers, 5 avril 1585) ou le chevalier de Billy (d'un village d'Artois), est stadhouder de Frise, Groningue et de Drenthe au début de la guerre de Quatre-Vingts Ans.

## Origines
Caspar est le fils du chevalier João Lopes de Robres, de l'Ordre du Christ, et de Maria de Leyte. Son père a quitté sa terre de Robres pour s'établir au palais (palacio) Robres de Porto. Dona Maria est vraisemblablement la nourrice du roi Philippe II d'Espagne. Caspar épouse Jeanne de Saint-Quentin, dame de Billy, en 1558, et obtient ainsi le titre et la terre de Billy, au sud de Lille.

## Une promotion rapide
Le colonel de Robles est stationné à Bruxelles lorsqu'il apprend par le duc d'Albe que le comte Louis de Nassau vient de vaincre le stadhouder d'Arenberg à la bataille de Heiligerlee et que le comte Adolphe de Nassau (1540-1568) comme le comte d'Arenberg y ont été tués. De Robles reçoit l'ordre de se porter à Groningue avec 5 régiments. Le duc d'Albe le suit et, fort de 5 000 hommes, remporte la bataille de Jemmingen où Louis de Nassau trouve la mort. Robles est laissé avec ses hommes à Groningue, et il entreprend d'y établir une citadelle calquée sur celle d'Anvers, en détournant les eaux de l'Ems et des Wadden pour l'enceindre de fossés. Charles de Brimeu, comte de Meghem, est nommé au poste de stathouder en remplacement du comte d'Aremberg mais il meurt en janvier 1572 et Gilles de Berlaymont, seigneur de Hierges, lui succède. Le 26 juin 1572, Robles est nommé gouverneur militaire de Hierges.

## Confronté aux fléaux climatiques

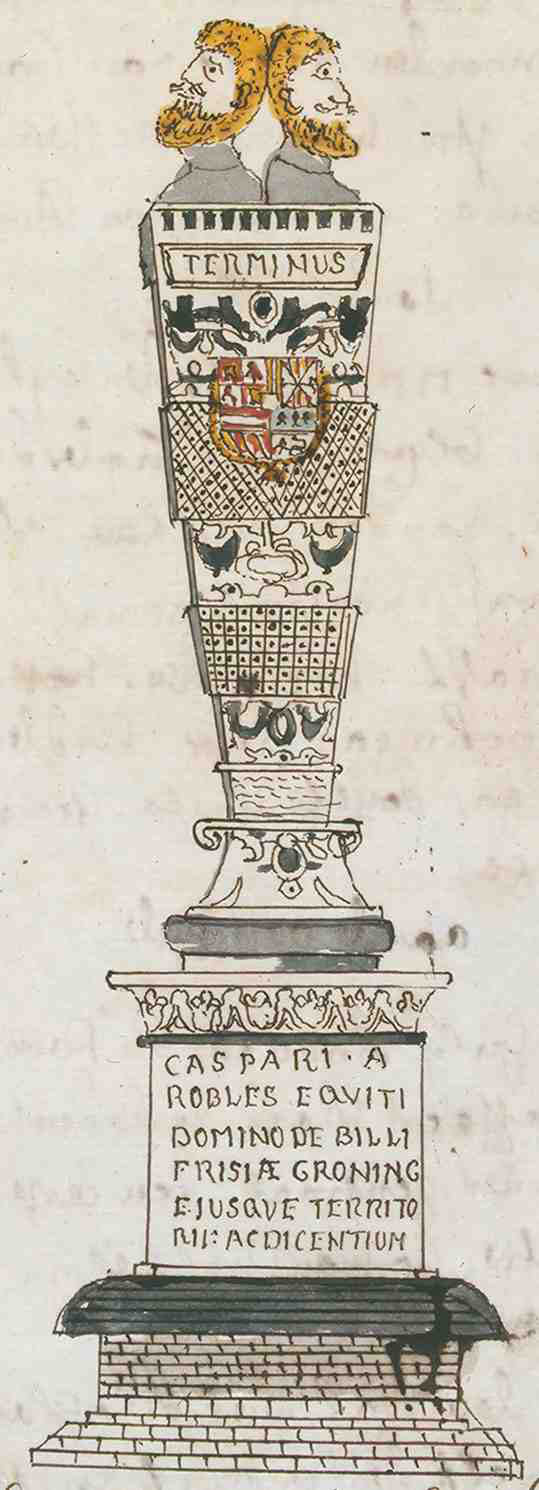
Borne appelée Homme de Pierre. Selon la description donnée en 1710 par Reiziger de l'original, les cheveux étaient dorés (tiré de l'atlas Schoemaker)

Caspar de Robles reste dans la mémoire collective comme le principal responsable du délabrement des digues de protection des côtes de Hollande. C'est un fait qu'au cours de son mandat (1569-1576), la région n'a pas connu moins de dix violentes tempêtes ou raz-de-marée. La plus violente fut celle de la Toussaint  1570 : elle ravagea la côte nord-ouest de l'Europe, de la Flandre au Danemark, et il n'est pas jusqu'à la Frise ni le Groningue qui n'eussent à déplorer des victimes.
Le secteur le plus durement touché est le bailliage des Vijfdeelen, entre Makkum et Het Bildt. L'année précédente, les conseillers frisons avaient décidé l'abrogation de la corvée : tous les travaux de digue seraient mis désormais en adjudication. La corvée est ainsi remplacée par un impôt en argent, mais, les paysans de la région étant incapables de le verser, ils continuent eux-mêmes de réparer, ou du moins colmater, les trous apparus dans les digues.
Or, une inégalité de fait s'est instituée entre les contribuables, car les habitants du polder sont trois fois moins imposés que ceux de l'arrière-pays. Le stathouder de Robles est nommé le 15 mars 1572 président d'une commission d'arbitrage, mais, envoyé fréquemment en mission en Frise, il ne parvient jamais à trouver de compromis.

## La fortification des côtes
Sous la direction de l'intendant des digues Ruurd van Roorda, la réparation est presque achevée en 1572, lorsque l'assaut des Gueux de la mer en Frise interrompt les travaux. Furieux, Robles fait arrêter le maître d'œuvre, suspect de sympathie pour les factieux, et ne le libère qu'en avril 1573. La tempête estivale d'août 1573 ruine le chantier et le secteur des Vijfdeelen n'est plus réparable : on décide d'endiguer plus en amont.
Les Gueux de la mer contrôlant le Zuiderzee en octobre 1573, une attaque contre Harlingen n'a plus rien d'improbable. C'est probablement la raison pour laquelle Robles s'active à Harlingen une partie de l'année 1574 : il donne au chantier une organisation militaire, afin d'éviter la révolte des 3 000 ouvriers. La qualité des travaux en souffre et, en juin 1574, De Robles rend la maîtrise d'œuvre à Ruurd van Roorda.
Robles ne parvient jamais à donner aux digues la hauteur de douze pieds qu'il a fixée, et en 1575, la Chambre basse arrête la hauteur définitive à 10 pieds, afin d'apaiser les contribuables. Les habitants de la digue intérieure, satisfaits, font ériger une borne monumentale (le Stenen Man), dessiné par deux conseillers de la Cour.

## Gouverneur de Frise

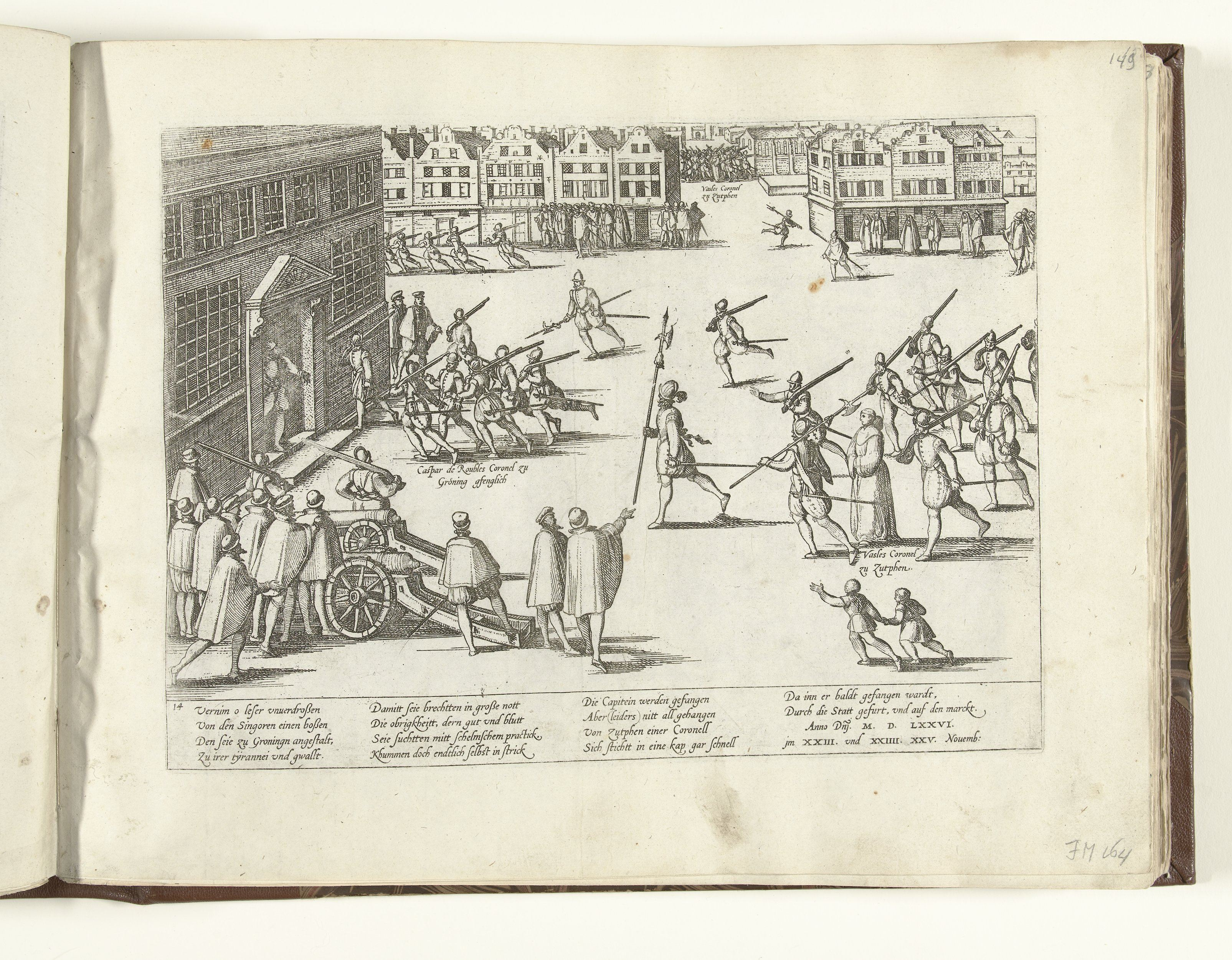
Arrestation du stadhouder espagnol Caspar de Robles par ses propres soldats à Groningue, 23-25 novembre 1576. (Gravure du cartographe brabançon Frans Hogenberg, imprimée à Keulen.)

De Robles a quelque peine à réprimer le soulèvement de la Frise, car contrairement à la Hollande, il n'y a dans cette province nordique que de petites villes, souvent non fortifiées. Il regroupe donc ses troupes dans les forts de Leeuwarden, Harlingen et Stavoren. À Dokkum, la population a fait venir les Gueux de la Mer, ennemis jurés des Espagnols. En représailles, de Robles met la ville à feu et à sang : cet épisode reste dans l'histoire néerlandaise comme la « furie wallonne de Dokkum. » Les places de Bolsward, Sneek et Franeker, qui se sont déjà déclarées pour le prince d'Orange, se rendent alors aux troupes royales.
Au Siège de Haarlem, il vient appuyer Fadrique Álvarez de Toledo avec moins de 1 000 soldats wallons, est lui-même blessé d'un tir de mousquet le 23 mai 1573. Au mois de novembre 1573, il est nommé stathouder de Frise, Groningue et Drenthe.
Au fil des années, De Robles en vient à se faire détester : alors que ses soldats ont des retards de solde, lui-même demande une récompense au duc d'Albe pour son zèle. En 1576, il se rend à Groningue, où un émissaire des Républicains, François Martini Stella, a été arrêté pour subversion en faveur de la pacification de Gand. De Robles le fait torturer, mais n'en tire rien d'autre qu'il est « venu convoquer l'échevin pour une convocation générale. »
Stella parvient à soudoyer ses gardiens et, faisant fond sur leur colère, fait même prêter serment d'allégeance à toute la garnison envers les États-Généraux de Hollande. C'est ainsi que Robles est arrêté par ses propres hommes le 23 novembre 1576.

## Mort de Caspar de Robles
Caspar de Robles meurt le 5 avril 1585 au siège d'Anvers. Les Espagnols ont construit un pont de bateaux pour bloquer l'Escaut et faire le siège de la ville. Les assiégés tentent en vain de forcer le blocus. Ils envoient deux brûlots bourrés d'explosifs, les vaisseaux Fortuin (Fortune) et Hoop (Espoir). L'explosion fait entre 500 et 800 morts du côté des soldats espagnols, dont le général de Robles, écrasé contre un pieu. La ville tombera aux mains d'Alexandre Farnèse le 17 août 1585.